# Delmenhorst
Delmenhorst er en by i Tyskland i delstaten Niedersachsen med omkring 75.000 indbyggere. Byen ligger mellem Bremen og Oldenburg.

## Historie
Delmenhorst blev først nævnt i et dokument i 1254, efter at greven af Oldenburg, Otto 1., købte stedet nær floden Delme i 1234. Der blev bygget en borg for at værne om den nye bosætning i 1247. Den følgende greve, Otto 2., flyttede ind i borgen. 15. juli 1371 blev byen erklæret som selvstændig by efter Bremerloven.
Efter en kort periode under styre af biskoppen i Bremen fra 1421 til 1436 blev Delmenhorst givet tilbage til Oldenburg. Delmenhorst blev senere frygtet for sine røverriddere ledet af grev Gert. Dette sluttede i 1482, ved at borgen blev belejret af biskoppen af Münster. Efter dette kom derfor byen under Münsters styre, indtil grev Anton 1. vandt byen og borgen tilbage i 1547.
Efter at den sidste arving til Anton, Kristian, døde i 1647, gik Delmenhorst igen tilbage til Oldenburg. Da Oldenburg på denne tid blev styret af en slægtning af den danske konge, kom Delmenhorst nu under dansk kontrol.
I 1767 blev Delmenhorst købt af zarina Katharina 2., men blev ved Traktaten i Zarskoje Selo givet tilbage til Oldenburg i 1773. I 1777 blev Delmenhorst hertugdømme under Oldenburg. I 1806 besatte den franske og hollandske hær området, og Delmenhorst blev en del af Frankrig under Napoléon Bonaparte fra 1811 til 1813.
Under den industrielle revolution oplevede Delmenhorst kraftig økonomisk vækst, især på grund af Bremen. Eftersom Bremen lå i en anden toldzone, måtte købmænd, som ville eksportere varer fra Bremen, betale dyre toldafgifter. De eksporterede derfor varerne til de omkringliggende landsbyer.
I 1903 blev Delmenhorst en kreis, hvilket betød, at den nu havde selvstyre. I 1930'erne under depressionen gik enkelte af fabrikkerne konkurs, men byen fortsatte med at vokse og indlemmede de omkringliggende landsbyer sig. Under krystalnatten i november 1938 blev synagogen brændt ned af nazisterne, som var kommet til magten i Tyskland i 1933. Efter 2. verdenskrig lå Delmenhorst i den britiske besættelseszone og måtte håndtere tusindvis af flygtninge fra de tidligere tyske østområder, som nu var besat af Sovjetunionen. I 1950 boede mere end 57.000 mennesker i Delmenhorst.
Fra 1960'erne øgedes arbejdsløsheden i byen, og mere end 13 % af indbyggerne gik uden arbejde, mens 7 % levede på understøttelse.

## Venskabsbyer
- – Allonnes, Frankrig
- – Borisoglebsk, Rusland
- – Eberswalde, Tyskland
- – Kolding, Danmark
- – Lublin, Polen
- – Toledo, Ohio, USA